# Разлог (историческая область)

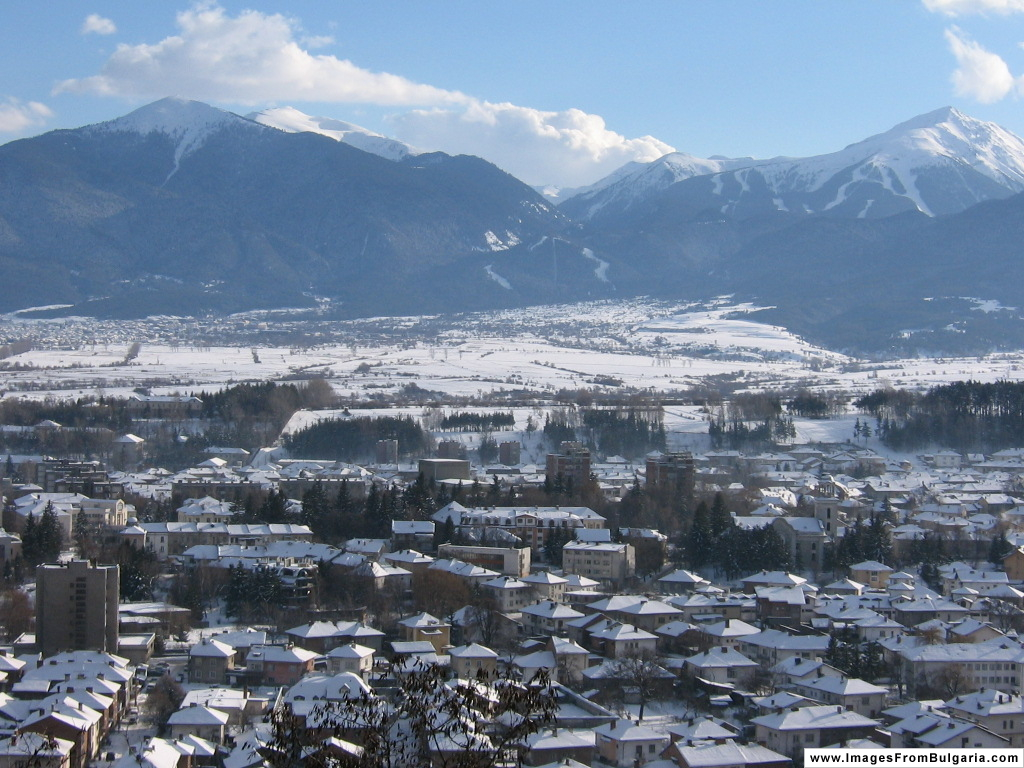
Вид на долину и город Разлог

Разлог — историко-географическая область в Пиринской Македонии на юго-западе Болгарии.

## География
Область представляет собой высокогорную котловину, расположенную между горами Рила на севере и северо-западе, Пирин на юге и юго-западе и Родопы на востоке. Главной водной артерией региона является река Места со своими многочисленными притоками. Разлог — высочайшая котловина в Южной Болгарии с высотами около 850 метров над уровнем моря.
Важнейшие населённые пункты региона — города Разлог, Банско, Белица и Добриниште.